# سيندي إمادي
سيندي إمادي، (من مواليد 21 نوفمبر 1993)، هي ممثلة وعارضة ومنتجة أفلام كاميرونية، وهي سفيرة العلامة التجارية في الكاميرون لتطبيق "إنستافويس سيليب. هي صاحبة شركة "بلو رين" للترفيه. تشمل الأفلام التي أنتجتها فيلم "رجل لعطلة نهاية الأسبوع" و"روز على القبر". ظهرت لأول مرة في مسيرتها المهنية الدولية في صناعة السينما النيجيرية (نوليوود) في عام 2016 في فيلم "لماذا أكره الإشراق"، وفي عام 2017 تم إدراجها في المرتبة الثانية كأكثر الشخصيات الكاميرونية نشاطًا وفقًا لقناة "نجوكا تي في" عبر الإنترنت للترفيه في أفريقيا. حصلت على جائزة أفضل ممثلة كاميرون في جائزة أكاديمية "سكوس" لعام 2017، كما فازت بجائزة سيدة الكاميرون للتراث لعام 2014.

## حياتها المهنية
كان أول مشروع فيلم لإمادي في عام 2010 في فيلم «استحواذ». وهي مؤسسة ورئيسة شركة «بلو رين للترفيه». تشمل أعمالها الأخيرة في عام 2017 فيلم «رجل لعطلة نهاية الإسبوع»، ويضم نجم نوليوود النيجيري أليكس إيكوبو.